# 해밀 (드라마)
《해밀》(解密)은 2016년 방송되었던 중국의 드라마이다.

## 소개
- 수학 천재인 주인공이 암호를 풀어나가며 벌어지는 첩보 시대극

## 등장 인물
- 천쉐둥 - 롱진전 역
- 잉얼 - 디리 역
- 징차오 - 자오치롱 역
- 장철한 (張哲瀚) - 한빙 역
- 안이쉬안 - 선위 역
- 곽경비 - 정당 역
- 인소천 (印小天) - 안낭 역
- 왕연양 (王燕阳) - 팡선 역
- 우항 (于恆) - 멍샤오윈 역
- 백경림 (白庆琳) - 레이팅 역